# Neuvy-le-Roi
Neuvy-le-Roi é uma comuna francesa na região administrativa do Centro-Vale do Loire, no departamento de Indre-et-Loire. Estende-se por uma área de 47.5 km². Em 2010 a comuna tinha 1 141 habitantes (densidade: 24 hab./km²).